# Emadlangeni
Emadlangeni es un municipio local sudafricano situado en el distrito de Amajuba, en la provincia de KwaZulu-Natal.

## Superficie
Emadlangeni tiene una superficie de 3539 km².

## Demografía
En 2022, tenía 36 948 habitantes, una densidad poblacional de 10,44 hab./km², y 7998 viviendas.